# HMS M15
HMS M15 var en svensk minsvepare som byggdes på Långedrag i Göteborg under våren 1941 och sjösattes den 16 juli 1941. Hon levererades den 3 september till flottan. Hon utrangerades den 30 juni 1984 efter 43 års tjänst.
Enligt uppgift går M15 som lustfartyg i Stockholm under namnet Mistral.